# Verree Teasdale
Verree Teasdale (parfois créditée Veree Teasdale) est une actrice américaine, née à Spokane (État de Washington) le 15 mars 1903, morte à Culver City (Californie) le 17 février 1987.

## Biographie
Au théâtre, elle joue dans treize pièces à Broadway, de 1924 à 1932.
Au cinéma, elle apparaît dans vingt-sept films américains entre 1929 et 1941.
Elle était la veuve de l'acteur américain Adolphe Menjou (1890-1963), qu'elle avait épousé en 1935 et dont elle a eu un fils Peter Menjou.

## Filmographie complète
- 1929 : Syncopation de Bert Glennon
- 1929 : Her New Chauffeur de George LeMaire
- 1929 : Hunt the Tiger de James Leo Meehan
- 1930 : The Sap from Syracuse d'A. Edward Sutherland
- 1932 : Skyscraper Souls de Edgar Selwyn
- 1932 : Payment Deferred de Lothar Mendes
- 1933 : They just had to get married de Edward Ludwig
- 1933 : Paquebot de luxe (Luxury Liner) de Lothar Mendes
- 1933 : Terror aboard de Paul Sloane
- 1933 : Love, Honor and Oh Baby ! d'Edward Buzzell
- 1933 : Goodbye Love de H. Bruce Humberstone
- 1933 : Roman Scandals de Frank Tuttle
- 1934 : Les Pirates de la mode (Fashions of 1934) de William Dieterle
- 1934 : Dr. Monica de William Dieterle et William Keighley
- 1934 : Desirable de Archie Mayo

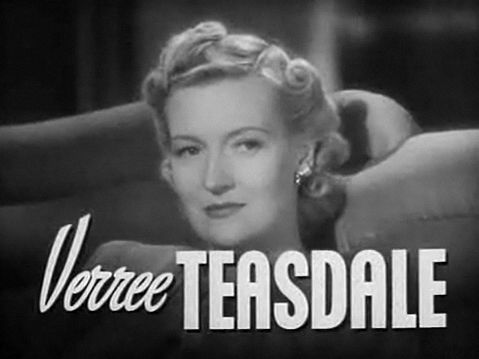
Dans Viens avec moi (1941)

- 1934 : L'Oiseau de feu (The Firebird) de William Dieterle
- 1934 : Un héros moderne (A Modern Hero) de Georg Wilhelm Pabst
- 1934 : Madame du Barry (titre original) de William Dieterle
- 1935 : Le Songe d'une nuit d'été (A Midsummer Night's Dream) de William Dieterle et Max Reinhardt
- 1936 : Soupe au lait (The Milky Way) de Leo McCarey
- 1937 : First Lady de Stanley Logan
- 1938 : Fantômes en croisière (Topper takes a Trip), de Norman Z. McLeod
- 1939 : Un ange en tournée (5th Avenue Girl) de Gregory La Cava
- 1940 : Love thy Neighbor de Mark Sandrich
- 1940 : Cette femme est mienne (I take this Woman) de W. S. Van Dyke
- 1940 : Changeons de sexe (Turnabout) de Hal Roach
- 1941 : Viens avec moi (Come Live with Me) de Clarence Brown

## Théâtre (à Broadway)
- 1924-1925 : The Youngest de Philip Barry, avec Paul Harvey, Henry Hull, Genevieve Tobin
- 1925 : The Morning after de Len D. Hollister et Leona Stephens
- 1925-1926 : The Master of the Inn de Catherine Chisholm Cushing, avec Ian Keith
- 1925-1926 : Buy, buy, Baby de Russell Medcraft et Norma Mitchell, avec Laura Hope Crews, Thurston Hall, Alison Skipworth
- 1926-1927 : The Constant Wife de William Somerset Maugham, avec Ethel Barrymore, Walter Kingsford, C. Aubrey Smith, Cora Witherspoon
- 1928 : By Request de (et mise en scène par) J.C. et Elliott Nugent, avec Charles Halton, J.C. et E. Nugent
- 1929 : Precious de James Forbes, avec Cora Witherspoon
- 1929 : Nice Women de William A. Grew, avec George Barbier, Sylvia Sidney, Robert Warwick
- 1929 : Soldiers and Women de Paul Hervey Fox (en) et George Tilton
- 1930 : The Royal Virgin d'Harry Wagstaff Gribble
- 1930-1931 : The Greeks had a Word for It de Zoe Akins, avec Don Beddoe, Frederick Worlock
- 1931 : Marriage for Three d'Elmer Harris, mise en scène de Stanley Logan, avec Jessie Royce Landis
- 1931-1932 : Experience Unnecessary, adaptation de Gladys Unger, d'après Wilhelm Sterck, mise en scène d'Henry C. Potter